# Acanthonchus gracilis
Acanthonchus gracilis är en rundmaskart som först beskrevs av E. Ditlevsen 1918.  Acanthonchus gracilis ingår i släktet Acanthonchus och familjen Cyatholaimidae. Arten är reproducerande i Sverige. Inga underarter finns listade i Catalogue of Life.